# Mr. F.H.R. Lim A Postraat
De Mr. F.H.R. Lim A Po Straat is een straat in de historische binnenstad van Paramaribo in Suriname. Dit was een deel van de Heerenstraat tot het in 1958 in tweeën werd opgedeeld. Dit deel van de straat is genoemd naar de politicus Frederik Lim A Po. Het begin van de straat ligt naast het Hof van Justitie aan het Onafhankelijkheidsplein.

## Bouwwerken
Aan de straat bevinden zich drie van de scholen van het FHR Institute, het Numismatisch Museum van de Centrale Bank van Suriname, de Landbouwbank, het consulaat van Haïti, een kerk van de Evangelische Broedergemeente, het Constitutioneel Hof, een vestiging van het Ministerie van Buitenlandse Zaken (inclusief het Diaspora Instituut Suriname) en het Bureau voor Staatsschuld.

### Monumenten
De volgende panden in de Mr. F.H.R. Lim A Po Straat staan op de monumentenlijst:
| Omschrijving | Bouwjaar | Adres                         | Coördinaten                  | Objectnummer? | Afbeelding                    |
| ------------ | -------- | ----------------------------- | ---------------------------- | ------------- | ----------------------------- |
| woonhuis     |          | Mr. F.H.R. Lim A Postraat 1   | 5° 49' 36" NB, 55° 9' 12" WL | BPO 008       | Meer afbeeldingen Upload foto |
| woonhuis     |          | Mr. F.H.R. Lim A Postraat 3   |                              | BPO 009       | Meer afbeeldingen Upload foto |
| woonhuis     |          | Mr. F.H.R. Lim A Postraat 4   | 5° 49' 36" NB, 55° 9' 12" WL | APO 030       | Meer afbeeldingen Upload foto |
| woonhuis     |          | Mr. F.H.R. Lim A Postraat 5   | 5° 49' 36" NB, 55° 9' 12" WL | CPO 007       | Meer afbeeldingen Upload foto |
| woonhuis     |          | Mr. F.H.R. Lim A Postraat 6   | 5° 49' 36" NB, 55° 9' 12" WL | BPO 010       | Meer afbeeldingen Upload foto |
| woonhuis     |          | Mr. F.H.R. Lim A Postraat 7   | 5° 49' 36" NB, 55° 9' 12" WL | CPO 008       | Meer afbeeldingen Upload foto |
| woonhuis     |          | Mr. F.H.R. Lim A Postraat 8   | 5° 49' 36" NB, 55° 9' 12" WL | BPO 011       | Meer afbeeldingen Upload foto |
| woonhuis     |          | Mr. F.H.R. Lim A Postraat 9   | 5° 49' 36" NB, 55° 9' 12" WL | CPO 009       | Meer afbeeldingen Upload foto |
| woonhuis     |          | Mr. F.H.R. Lim A Postraat 10  | 5° 49' 36" NB, 55° 9' 12" WL | CPO 010       | Meer afbeeldingen Upload foto |
| woonhuis     |          | Mr. F.H.R. Lim A Postraat 13  | 5° 49' 36" NB, 55° 9' 13" WL | BPO 012       | Meer afbeeldingen Upload foto |
| woonhuis     |          | Mr. F.H.R. Lim A Postraat 20  | 5° 49' 36" NB, 55° 9' 12" WL | BPO 013       | Meer afbeeldingen Upload foto |
| woonhuis     |          | Mr. F.H.R. Lim A Postraat 21  | 5° 49' 38" NB, 55° 9' 16" WL | BPO 014       | Meer afbeeldingen Upload foto |
| woonhuis     |          | Mr. F.H.R. Lim A Postraat 26  | 5° 49' 39" NB, 55° 9' 15" WL | BPO 015       | Meer afbeeldingen Upload foto |
| woonhuis     |          | Mr. F.H.R. Lim A Postraat 34a | 5° 49' 39" NB, 55° 9' 17" WL | BPO 016       | Meer afbeeldingen Upload foto |

## Gedenktekens
Aan het eind, bij de overgang naar de Heerenstraat, staat bij de Centrumkerk het Helstonemonument.
| Onderwerp        | Type                 | Kunstenaar                                                            | Onthulling | Locatie         | Omschrijving                           |
| ---------------- | -------------------- | --------------------------------------------------------------------- | ---------- | --------------- | -------------------------------------- |
| Helstonemonument | gedenkzuil met buste | Charles Nieleveld met graveringen van zijn beeltenis door Johan Mezas | 1948       | bij Centrumkerk | musicus en schrijver Johannes Helstone |

## Stadsbranden van 1821

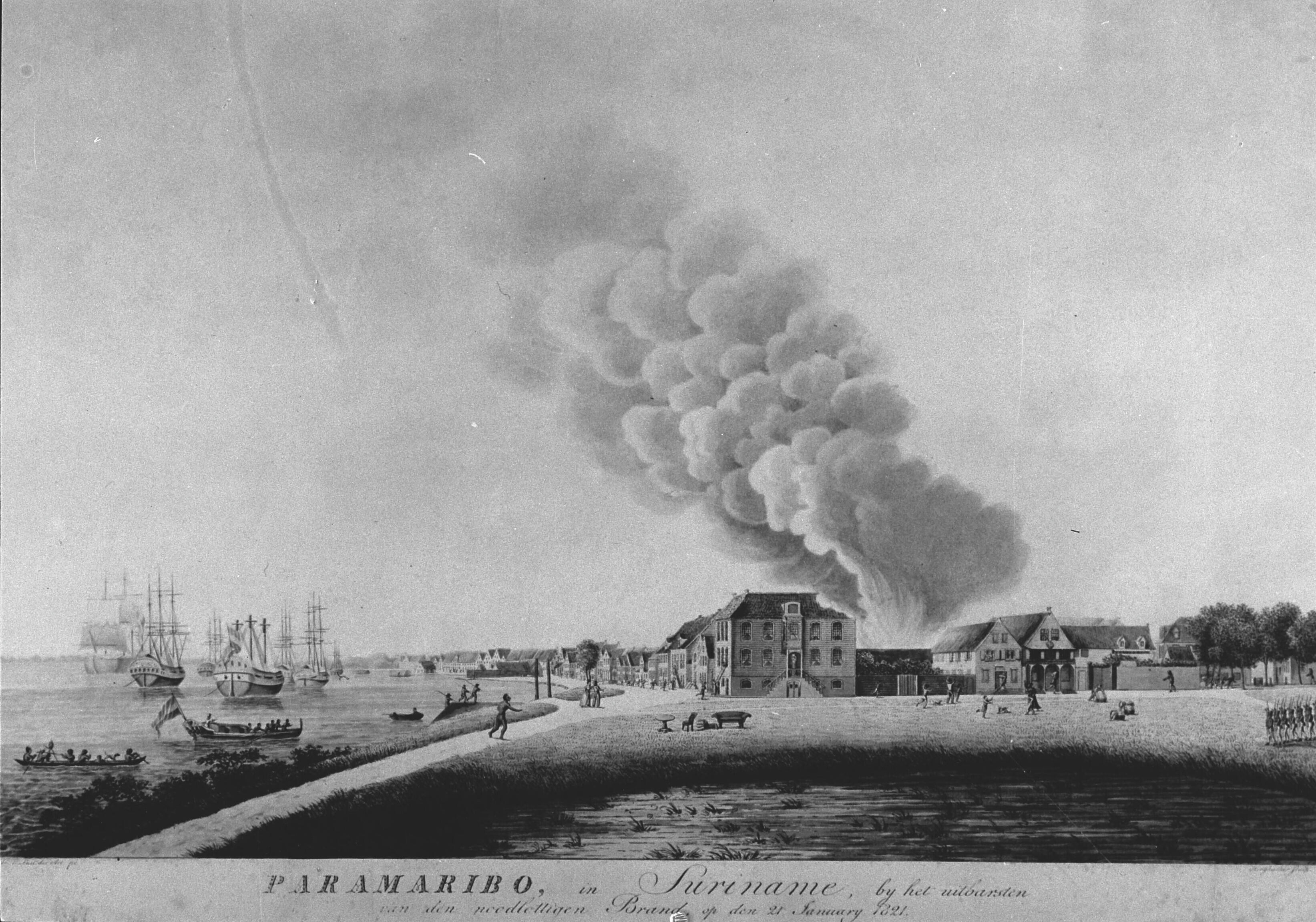
Prent van de stadsbrand van 1821

Op zondagmiddag 21 januari 1821 brak rond half twee brand uit in een huis op de hoek van het Gouvernementsplein en de Waterkant. De brand bleef vervolgens overslaan op andere huizen tot de brand de volgende dag om twaalf uur onder controle was. In tien straten brandden alle huizen af. Ook andere straten werden zwaar getroffen, waaronder een deel van de huizen aan de Mr. F.H.R. Lim A Po Straat (toen nog Heerenstraat geheten).